# Johan Andersson (người lập trình game)

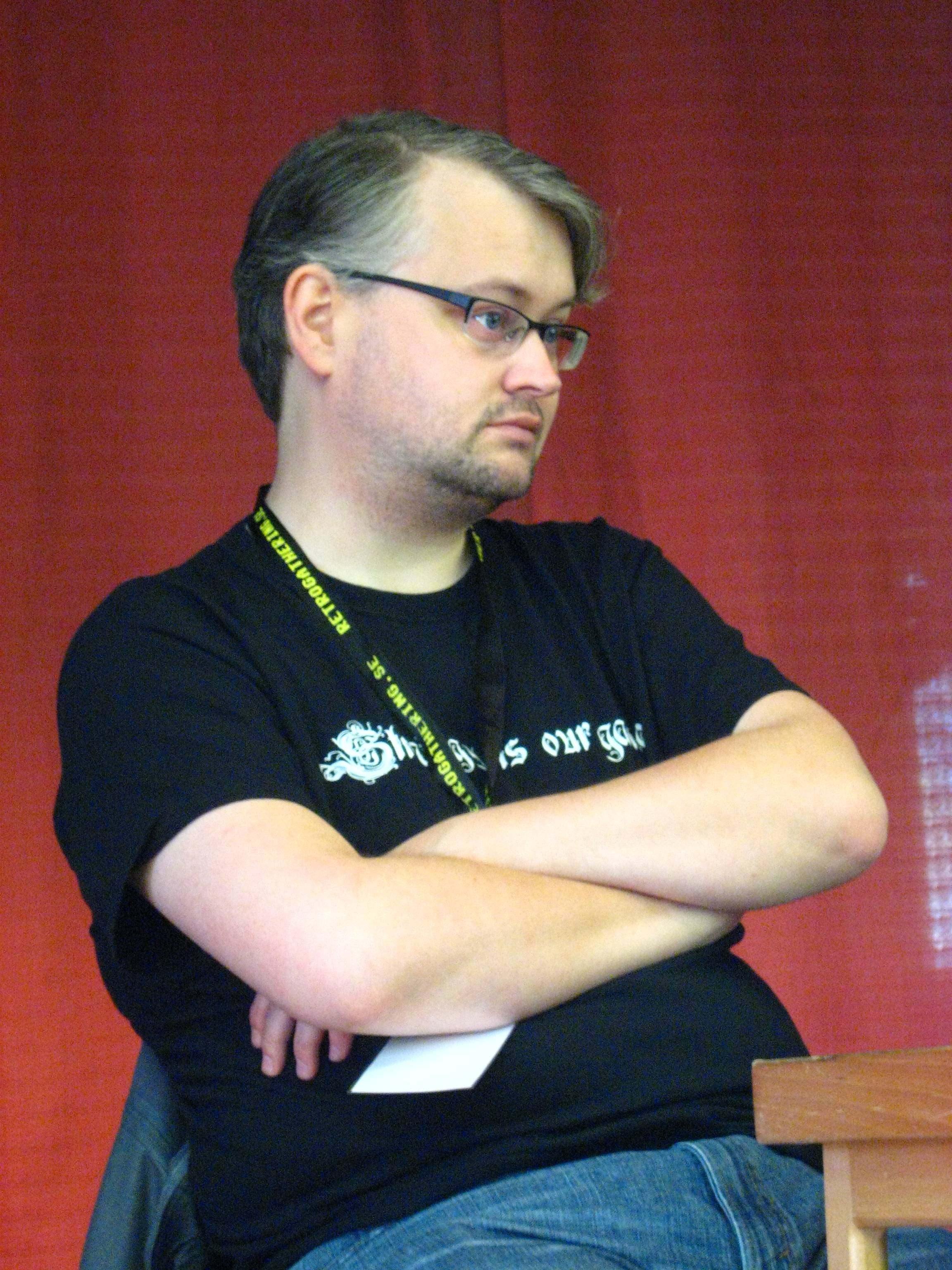
Andersson tại Retro Gathering năm 2009

Johan Andersson (sinh ngày 28 tháng 8 năm 1974) là trưởng nhóm lập trình game và người quản lý studio Paradox Tinto, một chi nhánh của Paradox Interactive tại Barcelona.

## Sự nghiệp
Trước khi làm việc cho Paradox, ông từng là nhân viên của hãng Funcom trong vai trò một nhà lập trình trên hệ máy console Sega Mega Drive với những game như Nightmare Circus và NBA Hangtime. Ông bắt đầu làm việc tại công ty sau này trở thành Paradox Interactive vào năm 1998, tham gia vào đội ngũ ban đầu phát triển Europa Universalis.
Mặc dù ban đầu ông là một lập trình viên, Andersson đã trở thành trưởng nhóm thiết kế và nhà sản xuất tại Paradox Development Studio, làm việc trên các grand strategy game như Hearts of Iron III, Crusader Kings II, Victoria II, Europa Universalis IV, Stellaris, và Imperator: Rome.
Triết lý thiết kế của ông là hãy "tạo ra những thế giới đáng tin cậy".
Vào tháng 6 năm 2020, ông trở thành người dẫn dắt Paradox Tinto, một studio mới được thành lập tại Barcelona.